# Crawfurdia
Crawfurdia é um género botânico pertencente à família Gentianaceae.

## Espécies
- Crawfurdia affinis
- Crawfurdia angustata
- Crawfurdia blumei
- Crawfurdia bomareoides
- Crawfurdia bulleyana
- Crawfurdia campanulacea
- Crawfurdia trinervis

1. ↑  «Crawfurdia — World Flora Online». www.worldfloraonline.org. Consultado em 19 de agosto de 2020